# Fulton (Mississipi)
Fulton és una població dels Estats Units a l'estat de Mississipi. Segons el cens del 2000 tenia 3.882 habitants.

## Demografia
Segons el cens del 2000, Fulton tenia 3.882 habitants, 1.357 habitatges, i 891 famílies. La densitat de població era de 173,9 habitants per km².
Dels 1.357 habitatges en un 26,5% hi vivien nens de menys de 18 anys, en un 48,3% hi vivien parelles casades, en un 13,9% dones solteres, i en un 34,3% no eren unitats familiars. En el 31,8% dels habitatges hi vivien persones soles el 16,5% de les quals corresponia a persones de 65 anys o més que vivien soles. El nombre mitjà de persones vivint en cada habitatge era de 2,29 i el nombre mitjà de persones que vivien en cada família era de 2,88.
Per edats la població es repartia de la següent manera: un 18,7% tenia menys de 18 anys, un 21,3% entre 18 i 24, un 20,9% entre 25 i 44, un 19,3% de 45 a 60 i un 19,8% 65 anys o més.
L'edat mediana era de 35 anys. Per cada 100 dones de 18 o més anys hi havia 82,8 homes.
La renda mediana per habitatge era de 29.449 $ i la renda mediana per família de 42.287 $. Els homes tenien una renda mediana de 33.490 $ mentre que les dones 23.278 $. La renda per capita de la població era de 15.540 $. Entorn del 9,7% de les famílies i el 16,9% de la població estaven per davall del llindar de pobresa.

## Poblacions més properes
El següent diagrama mostra les poblacions més properes.